# Liam Holohan
Liam Holohan, né le 22 février 1988 à Leeds, est un coureur cycliste britannique.

## Palmarès sur route
- 2014
  - 7e étape de l'An Post Rás
- 2016
  - 2e du Beaumont Trophy

## Classements mondiaux
| Année           | 2013 | 2014 |
| --------------- | ---- | ---- |
| UCI Asia Tour   | 207e |      |
| UCI Europe Tour |      | 844e |